# گورو (فیلم ۲۰۰۷)
گورو (به هندی: Guru) فیلمی است محصول سال ۲۰۰۷ و به کارگردانی مانی راتنام است. در این فیلم بازیگرانی همچون آبیشک باچان، آیشواریا رای، رانگاناتان مدهوان، ویدیا بالان، میتون چاکرابورتی، آریا بابار، راجندرا گوپتا، آرجان باجوا، مالیکا شراوات، روشن ست، دریتیمان چاترجی ایفای نقش کرده‌اند.